# كانتا تاناكا
كانتا تاناكا (باليابانية: 田中 勘太) (مواليد 3 يناير 1998) هو لاعب كرة قدم ياباني.

## وصلات خارجية
- كانتا تاناكا على موقع رابطة كرة القدم اليابانية للمحترفين (اليابانية)
- كانتا تاناكا على موقع قاعدة بيانات كرة القدم.إي يو (الإنجليزية)
- كانتا تاناكا على موقع Soccerway.com (الإنجليزية)
- كانتا تاناكا على موقع عالم كرة القدم.نت (الإنجليزية)